# Niepołcko
Niepołcko – osada w Polsce położona w województwie zachodniopomorskim, w powiecie myśliborskim, w gminie Barlinek. Miejscowość znajduje się 7 km na północ od Barlinka, nad rzeką Płonią.
W latach 1975–1998 miejscowość administracyjnie należała do województwa gorzowskiego.
Osada została założona na początku XIII w. przez cystersów z Kołbacza.
W miejscowości znajdują się:
- dwór o konstrukcji ryglowej (tzw. mur pruski) z XIX w. (ruina, obecnie trwają prace ratunkowe prowadzone przez Wojewódzki Urząd Ochrony Zabytków w Szczecinie)
- dawny park dworski w stylu angielskim o powierzchni ok. 7 ha nad Płonią, a w nim dwa potężne platany klonolistne (pomniki przyrody) o obwodach pni: 640 i 680 cm
- kościół szachulcowy z XVIII-XIX w. podobny do szopki o wymiarach 12x7 m.Dzwonnica konstrukcj słupowej z XIX w.[4]
- głaz narzutowy o obwodzie 460 cm - niegdyś pomnik poległych w I wojnie światowej
- spichlerz zbożowy w stylu modernistycznym

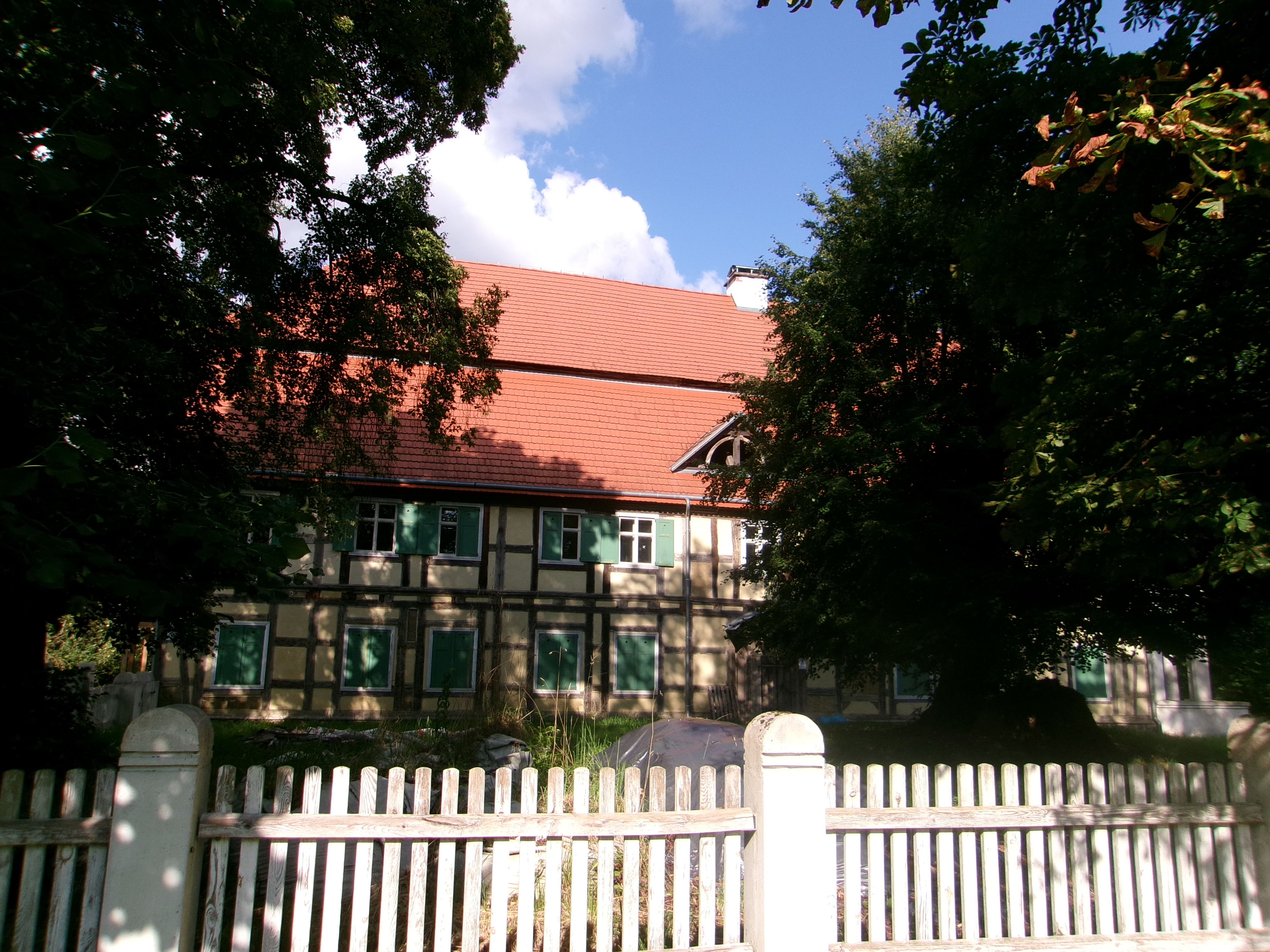
Park i dwór ryglowy
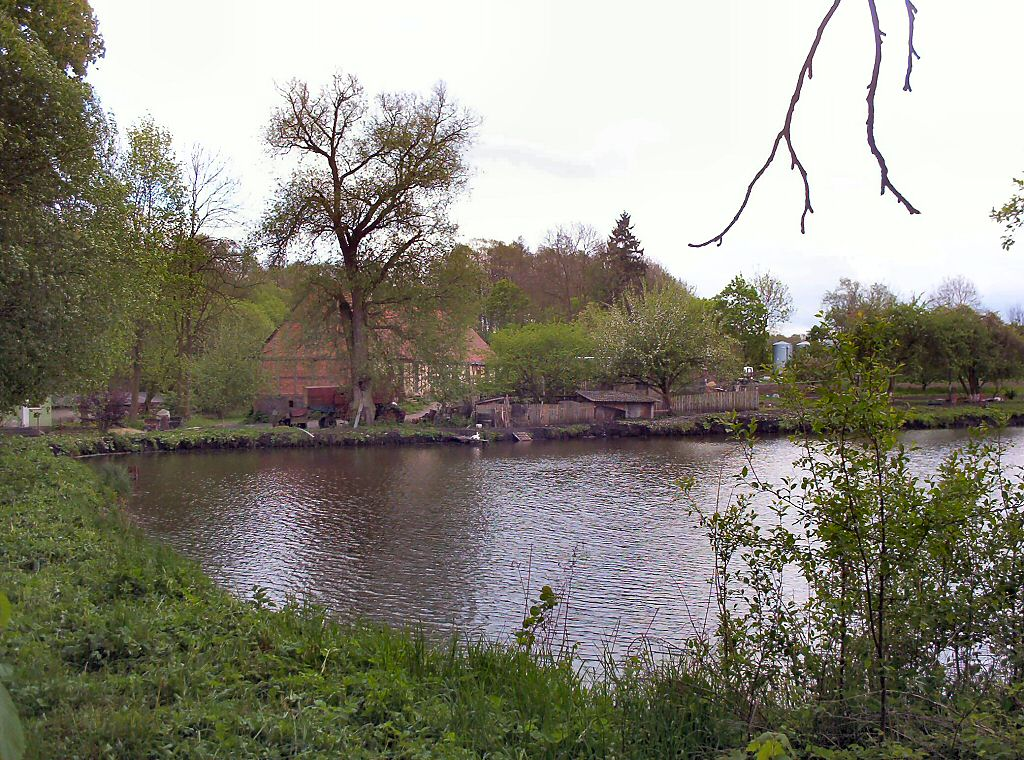
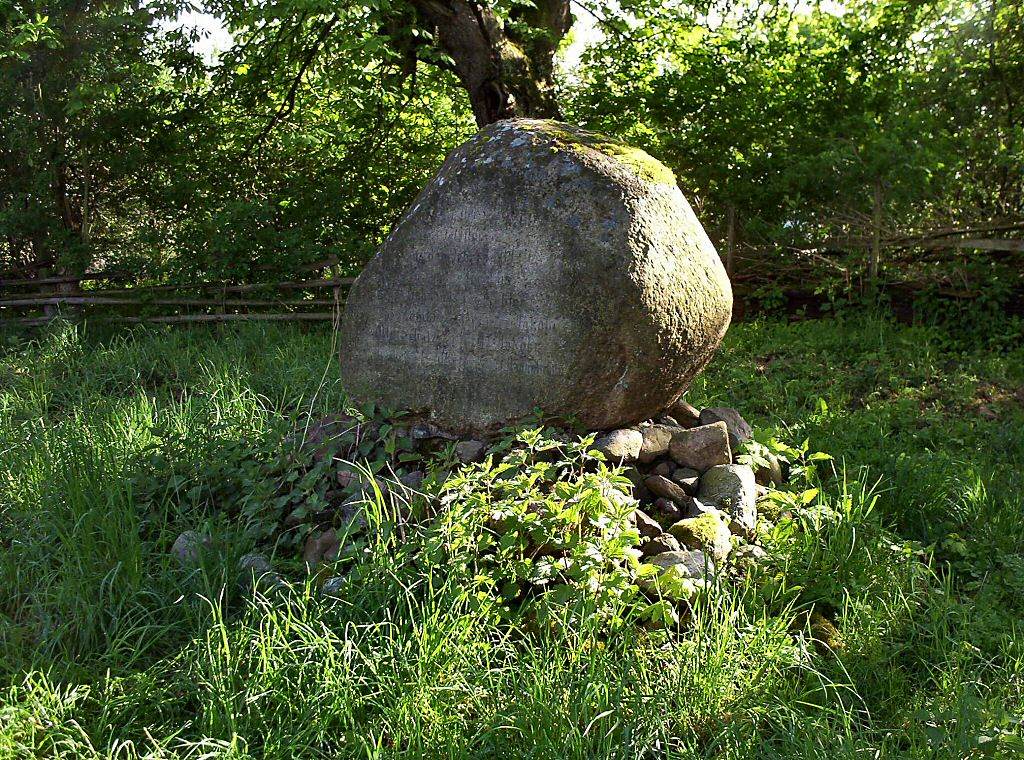
Głaz - dawny pomnik poległych w I wojnie światowej
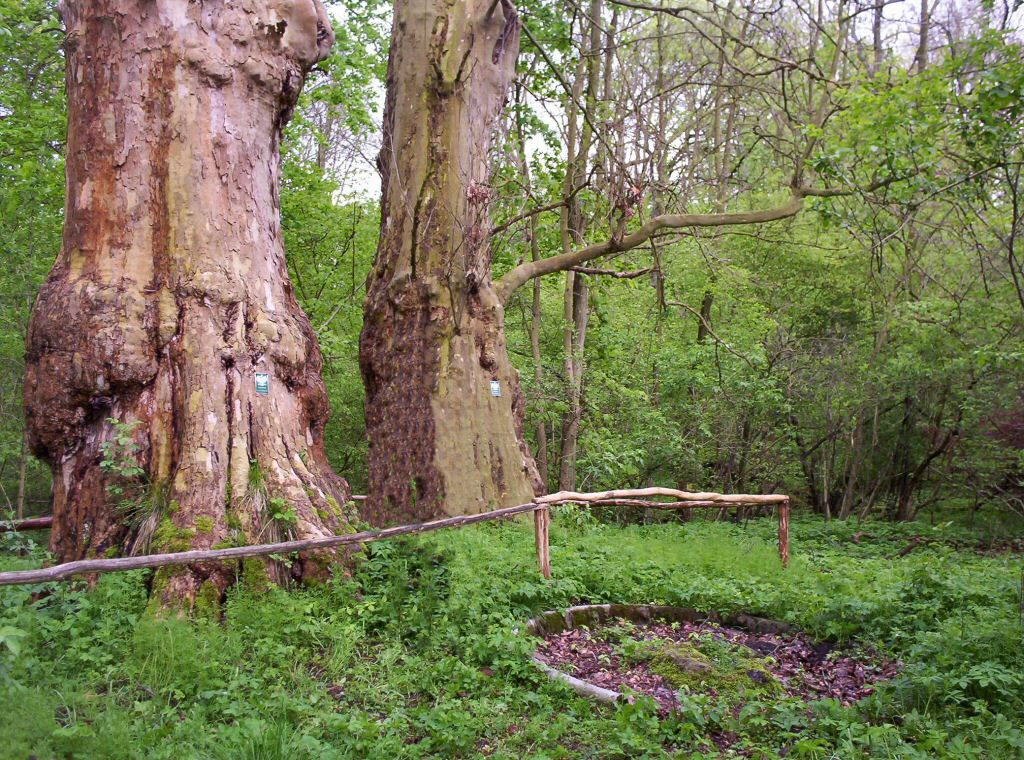
Platany klonolistne